# アンテラリエ賞
アンテラリエ賞（Prix Interallié）は、ゴンクール賞、ルノードー賞、メディシス賞、フェミナ賞と並んで、フランスでの最も権威ある文学賞の一つである。1930年のフェミナ賞受賞者の発表を受けて、パリの社交クラブ「セルクル・ド・リュニオン・アンテラリエ」のジャーナリスト約30人によって創設された。

## 概要

### 歴史
セルクル・ド・リュニオン・アンテラリエは、1917年にパリ8区のフォーブール＝サントノレ通りのペリネ・ド・ジャール館に設立された高級社交クラブである。1930年12月3日、同社交クラブのジャーナリスト約30人が昼食をしながらフェミナ賞の女性審査員による受賞者の発表を待っていたが、審査に時間がかかっていたので、痺れを切らした彼らは、ちょっとしたいたずらをしようと考えた。フェミナ賞の受賞発表の直後に意表を突くような別の受賞者を発表しようと考えたのである。話し合いの結果、満場一致でアンドレ・マルローの『王道』を選出した。マルローは当時29歳のジャーナリストあったが、すでに『征服者』で小説家として名を馳せていた。彼らはこうして、フェミナ賞受賞（マルク・シャドゥルヌの『狂乱のセシール』）が発表されるや否や、アンテラリエ賞第1回受賞者を発表したのである。

### 対象・審査員等

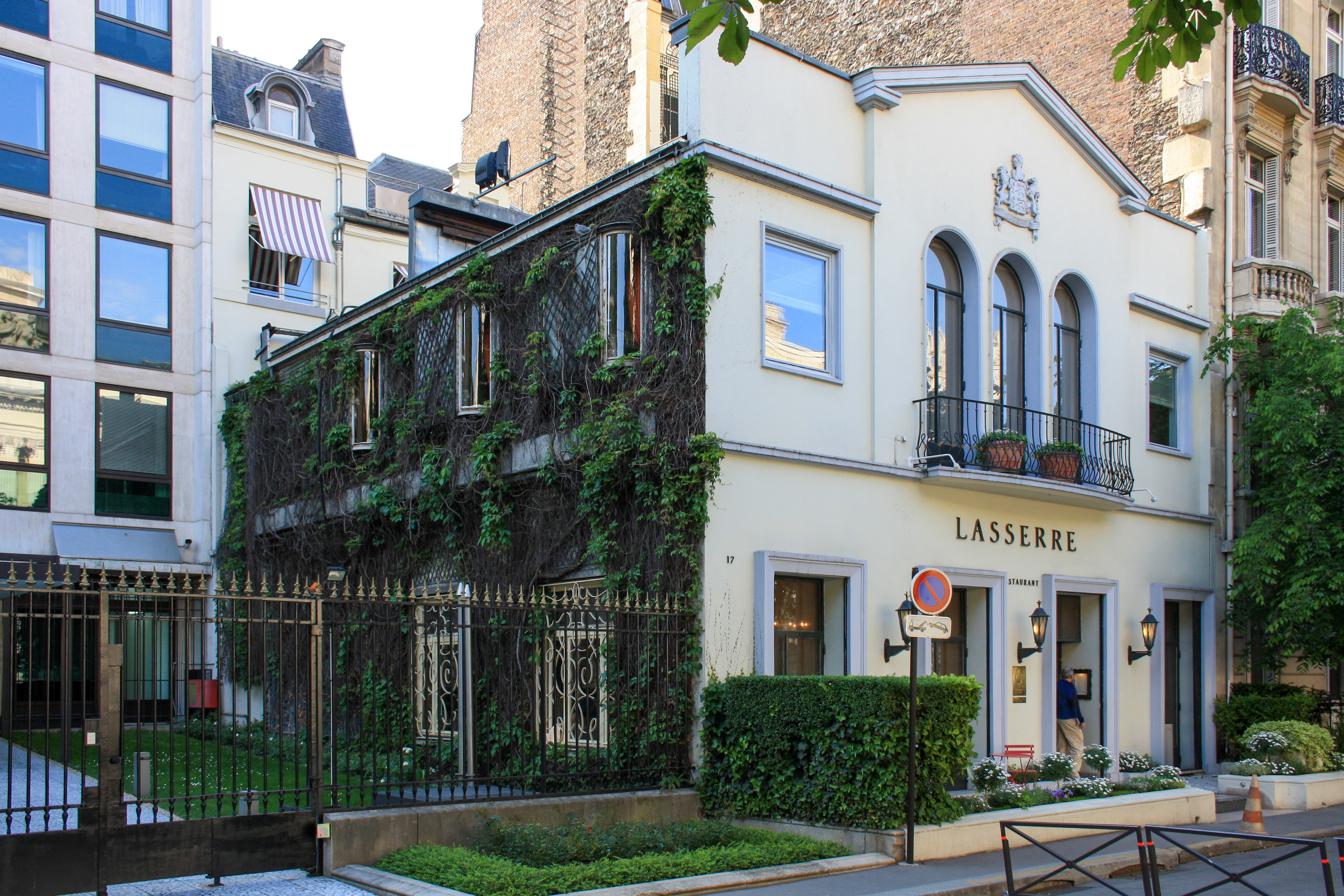
受賞発表が行われるレストラン「ラセール」(パリ8区)

こうした経緯から、当初はジャーナリストが発表した小説に与えられる賞であったが、現在は、この規則は適用されない。
審査委員会は原則、10人のジャーナリストと前年受賞者によって構成される。現在ではジャーナリストに限定されず、作家も加わっているが、すべて男性である。2019年の審査員は前年受賞者のほか、委員長フィリップ・テソン（ジャーナリスト）、ジル・マルタン＝ショフィエ（ジャーナリスト）、ステファヌ・ドゥニ（ジャーナリスト）、ジャック・デュケーヌ（ジャーナリスト・作家）、セルジュ・ランツ（ジャーナリスト・作家）、エリック・ヌホフ（ジャーナリスト・作家）、クリストフ・オノ＝ディ＝ビオ（ジャーナリスト・作家）、ジャン＝マリー・ルアール（作家・随筆家）、ジャン＝クリストフ・リュファン（歴史家・小説家）、フローリアン・ゼレール（作家）である。
「50代の白人男性」が選ぶ賞であるという批判もある。実際、2018年現在、各賞の受賞者に占める女性の割合は、メディシス賞では22%、ルノードー賞13%、ゴンクール賞10%、アンテラリエ賞9%である。
また、第1回受賞作のマルローの『王道』をはじめとし、非常に多くの受賞作品がグラッセ出版社から刊行されたものであったため、「アンテルグラッセ」（グラッセ社内・身内）と皮肉られたことがあったが、近年は、この傾向は弱まっている。
受賞発表は、毎年11月初旬のゴンクール賞の発表後に、パリ8区のレストラン「ラセール」で行われる。ルノードー賞とゴンクール賞の発表は11月初旬の同じ日、フェミナ賞とメディシス賞は11月第1水曜、アンテラリエ賞はこれらの後、最後に発表される。
他の権威ある文学賞と同様に、賞金はないが（ただし、ゴンクール賞は10ユーロ）、受賞作の平均売上部数は9万部とされる。

## アンテラリエ賞受賞作家・作品一覧
| 1930 | アンドレ・マルロー                       | La Voie royale                                                              | 『王道』小松清訳、新潮文庫、1952年。(最新版) 渡辺淳訳、講談社文芸文庫、2000年。                              |
| 1931 | ピエール・ボスト                         | Le Scandale                                                                 | ジャック・ドニオル＝ヴァルクローズ監督映画『風の季節』。                                                     |
| 1932 | シモーヌ・ラテル                         | La Maison des Bories                                                        | |
| 1933 | ロベール・ブールジェ＝パイユロン         | L'Homme du Brésil                                                           | |
| 1934 | マルク・ベルナール                       | Anny                                                                        | |
| 1935 | ジャック・ドビュ＝ブリデル               | Jeunes Ménages                                                              | |
| 1936 | ルネ・ラポルト                           | Les Chasses de novembre                                                     | |
| 1937 | ロマン・ルウセル                         | La Vallée sans printemps                                                    | 『春のない谷間』新庄嘉章訳、実業之日本社、1940年。                                                           |
| 1938 | ポール・ニザン                           | La Conspiration                                                             | 『陰謀』鈴木道彦訳『ポール・ニザン著作集5』(晶文社、1970年) 所収。                                           |
| 1939 | ロジェ・ド・ラフォレスト                 | Les Figurants de la mort                                                    | |
| 1945 | ロジェ・ヴァイヤン                       | Drôle de jeu                                                                | 『奇妙な遊び』白井健三郎、渡辺淳共訳、白水社、1953年。                                                       |
| 1946 | ジャック・ネルス                         | Poussière du temps                                                          | |
| 1947 | ピエール・ダニノ                         | Les Carnets du Bon Dieu                                                     | 『夜へのパスポート/眠る王』1956年。                                                                          |
| 1948 | アンリ・カスティユー                     | Cortiz s'est révolté                                                        | |
| 1949 | ジルベール・シゴー                       | Les Chiens enragés                                                          | 『狂犬』由井健三郎訳、月曜書房、1951年。                                                                     |
| 1950 | ジョルジュ・オークレール                 | Un amour allemand                                                           | |
| 1951 | ジャック・ペレ                           | Bande à part                                                                | |
| 1952 | ジャン・デュトゥール                     | Au bon beurre                                                               | |
| 1953 | ルイ・ショーヴェ                         | L'Air sur la quatrième corde                                                | |
| 1954 | モーリス・ボワセ                         | Le Goût du péché                                                            | |
| 1955 | フェリシアン・マルソー                   | Les Élans du cœur                                                           | 『衝動』江口清、調佳智雄共訳、雪華社、1970年。                                                               |
| 1956 | アルマン・ラヌー                         | Le Commandant Watrin                                                        | |
| 1957 | ポール・ギマール                         | Rue du Havre                                                                | |
| 1958 | ベルトラン・ポワロ＝デルペシュ           | Le Grand Dadais                                                             | |
| 1959 | アントワーヌ・ブロンダン                 | Un singe en hiver                                                           | 『冬の猿』野川政美訳、文遊社、2000年。                                                                       |
| 1960 | ジャン・ポルテル                         | Janitzia ou la Dernière qui aima d'amour                                    | |
| 1960 | アンリ・ミュレール                       | Clem                                                                        | |
| 1961 | ジャン・フェルニオ                       | L'Ombre portée                                                              | |
| 1962 | アンリ＝フランソワ・レイ                 | Les Pianos mécaniques                                                       | フアン・アントニオ・バルデム監督映画『太陽が目にしみる』。                                                   |
| 1963 | ルネ・マシップ                           | La Bête quaternaire                                                         | |
| 1964 | ルネ・ファレ                             | Paris au mois d'août                                                        | |
| 1965 | アラン・ボスケ                           | La Confession mexicaine                                                     | |
| 1966 | クレベール・エダン                       | L'été finit sous les tilleuls                                               | |
| 1967 | イヴォンヌ・バビー                       | Oui l'espoir                                                                | |
| 1968 | クリスティーヌ・ド・リボワール           | Le Petit Matin                                                              | ジャン＝ガブリエル・アルビコッコ監督映画『別れの朝』。                                                       |
| 1969 | ピエール・シェンデルフェール             | L'Adieu au roi                                                              | ジョン・ミリアス監督映画『戦場』。                                                                           |
| 1970 | ミシェル・デオン                         | Les Poneys sauvages                                                         | |
| 1971 | ピエール・ルアネ                         | Castell                                                                     | |
| 1972 | ジョルジュ・ヴァルテール                 | Des vols de Vanessa                                                         | |
| 1973 | リュシアン・ボダール                     | Monsieur le Consul                                                          | 『領事殿』杉辺利英訳、早川書房、1983年。                                                                     |
| 1974 | ルネ・モリエス                           | Le Cap de la Gitane                                                         | |
| 1975 | ヴォルドマール・レスティエンヌ           | L'Amant de poche                                                            | 『恋はポケットサイズ』川口恵子訳、ハヤカワ文庫、1981年。                                                     |
| 1976 | ラファエル・ビエドゥー                   | Prends garde à la douceur des choses                                        | |
| 1977 | ジャン＝マリー・ルアール                 | Les Feux du pouvoir                                                         | |
| 1978 | ジャン＝ディディエ・ヴォルフロム         | Diane Lanster                                                               | |
| 1979 | フランソワ・カヴァナ                     | Les Russkoffs                                                               | |
| 1980 | クリスティーヌ・アルノッティー           | Toutes les chances plus une                                                 | |
| 1981 | ルイ・ヌスラ                             | Le Chemin de la Lanterne                                                    | |
| 1982 | エリック・オリヴィエ                     | L'Orphelin de mer... ou les Mémoires de monsieur Non                        | |
| 1983 | ジャック・デュケーヌ                     | Maria Vandamme                                                              | |
| 1984 | ミシェル・ペラン                         | Les Cotonniers de Bassalane                                                 | |
| 1985 | セルジュ・レンツ                         | Vladimir Roubaïev                                                           | |
| 1986 | フィリップ・ラブロ                       | L'Étudiant étranger                                                         | 『留学生』長島良三訳、新潮社、1991年。                                                                       |
| 1987 | ラウル・ミル                             | Les Amants du paradis                                                       | |
| 1988 | ベルナール＝アンリ・レヴィ               | Les Derniers Jours de Charles Baudelaire                                    | |
| 1989 | アラン・ジェルベ                         | Le Verger du diable                                                         | |
| 1990 | バヨン (ブリュノ・タラヴァン)            | Les Animals                                                                 | |
| 1991 | セバスチアン・ジャプリゾ                 | Un long dimanche de fiançailles                                             | 『長い日曜日』田部武光訳、東京創元社、2005年。ジャン＝ピエール・ジュネ監督映画『ロング・エンゲージメント』。 |
| 1992 | ドミニク・ボナ                           | Malika                                                                      | |
| 1993 | ジャン＝ピエール・デュフレーニュ         | Le Dernier Amour d'Aramis ou les Vrais Mémoires du chevalier René d'Herblay | |
| 1994 | マルク・トリラール                       | Eldorado 51                                                                 | |
| 1995 | フランツ＝オリヴィエ・ジーズベール       | La Souille                                                                  | |
| 1996 | エデュアルド・マネ                       | Rhapsodie cubaine                                                           | |
| 1997 | エリック・ヌホフ                         | La Petite Française                                                         | |
| 1998 | ジル・マルタン＝ショフィエ               | Les Corrompus                                                               | |
| 1999 | ジャン＝クリストフ・リュファン           | Les Causes perdues                                                          | |
| 2000 | パトリック・ポワーヴル・ダルヴォール     | L'Irrésolu                                                                  | |
| 2001 | ステファヌ・ドゥニ                       | Sisters                                                                     | |
| 2002 | ゴンザーグ・サン＝ブリス                 | Les Vieillards de Brighton                                                  | |
| 2003 | フレデリック・ベグベデ                   | Windows on the World                                                        | |
| 2004 | フローリアン・ゼレール                   | La Fascination du pire                                                      | |
| 2005 | ミシェル・ウエルベック                   | La Possibilité d'une île                                                    | 『ある島の可能性』中村佳子訳、河出書房新社、2016年。                                                         |
| 2006 | ミシェル・シュネデール                   | Marilyn, dernières séances                                                  | 『マリリン・モンローの最期を知る男』長島良三訳、河出書房新社、2008年。                                       |
| 2007 | クリストフ・オノ＝ディ＝ビオ             | Birmane                                                                     | |
| 2008 | セルジュ・ブラムリー                     | Le Premier Principe - Le Second Principe                                    | |
| 2009 | ヤニック・エネル                         | Jan Karski                                                                  | 『ユダヤ人大虐殺の証人ヤン・カルスキ』飛幡祐規訳、河出書房新社、2011年。                                     |
| 2010 | ジャン＝ミシェル・オリヴィエ             | L'Amour nègre                                                               | |
| 2011 | モルガン・スポルテス                     | Tout, tout de suite                                                         | 『すべてを今すぐに』小坂夏男訳、ファベル、2019年。                                                           |
| 2012 | フィリップ・ジャン                       | « Oh... »                                                                   | 『エル ELLE』松永りえ訳、早川書房、2017年。ポール・バーホーベン監督映画『エル ELLE』。                       |
| 2013 | ネリー・アラール                         | Moment d'un couple                                                          | |
| 2014 | マティアス・メネゴス                     | Karpathia                                                                   | |
| 2015 | ローラン・ビネ                           | La Septième Fonction du langage                                             | |
| 2016 | セルジュ・ジョンクール                   | Repose-toi sur moi                                                          | |
| 2017 | ジャン＝ルネ・ヴァン・デル・プラエツェン | La Nostalgie de l'honneur                                                   | |
| 2018 | トマ・ルヴェルディ                       | L'Hiver du mécontentement                                                   | |
| 2019 | カリーヌ・チュイル                       | Les Choses humaines                                                         | |